# Пресвето сърце Исусово (Ямбол)
„Пресвето сърце Исусово“ е католическа църква в град Ямбол, България, днес тя е част от източнокатолическа енория и църковния комплекс „Свети Кирил и Методий“. В миналото е била енорийски храм на Софийско-пловдивската епархия на Римокатолическата църква.

## История на латинската енория
Eнорията е основана през 1888 г., тя е наброявала 100 – 120 католици от западен обред. Първи там пристигат от Одрин монахини облатки от женското разклонение на ордена, които поставят началото на девическо начално училище и пансион. Почти едновременно с тях идват и успенците от Пловдив, които отварят училище за момчета и поставят началото на Ямболската мисия.
На 7 юли 1890 г. Жул Бутри, първият началник на мисията, купува една къща в непосредствена близост до сградата на тогавашното околийско управление, която е приспособена за църква „Пресвето Сърце Исусово" и училище. Първи свещеник е Иван Пищийски от Калъчлии. С течение на времето училището на успенците се оформя като нисша духовна семинария (прогимназия) с преподаване на френски и български език. Успешно напредва и дейността на сестрите успенки-облатки, които поддържат девическо училище със собствен параклис, посветен на „Св. Тереза на Младенеца Исус“.
През 1918 г. католиците в енорията наброяват около 150. Енорист е августинецът отец Вартоломей Шишков. Западнообредните (латинските) католици в Ямбол биват асимилирани от униатите след Втората световна война и латинската енория престава да съществува.

## История на униатската енория
Вижте енория „Свети Кирил и Методи“.

## История на храма
На 7 юли 1890 г. Жул Бутри, първият началник на мисията в Ямбол, купува една къща в непосредствена близост до сградата на тогавашното околийско управление, която е приспособена за църква „Пресвето сърце Исусово“ и училище.
Двата католически храма в Ямбол – латинският „Пресвето сърце Исусово“ и униатският „Свети Кирил и Методи“ – са изградени в един общ архитектурен комплекс (една сграда с обща камбанария) през 1925 г.